# Edgar Puaud
Edgar Joseph Alexandre Puaud (Orléans, 29 ottobre 1889 – Gryfice, 5 marzo 1945) è stato un ufficiale francese.
Nel 1945, divenne per breve tempo comandante della Divisione SS Charlemagne, un'unità francese delle Waffen-SS al servizio della Germania nazista.

## Prima Guerra Mondiale
Nato a Orléans, Puaud si arruolò nell'esercito francese come soldato semplice nel 1909. Nel 1914 era già sergente e fu selezionato per frequentare l'accademia militare di Saint-Maixent per la formazione di sottufficiali. Allo scoppio della Prima guerra mondiale, tuttavia, lui e i suoi colleghi “aspiranti” ricevettero immediatamente un incarico. Nel corso della guerra fu promosso da sottotenente a capitano, ottenendo la Croix de Guerre e la Legione d'onore. Dopo il 1918 prestò servizio con l'esercito di occupazione francese in Renania, poi con la Legione straniera francese in Marocco, Siria e Indocina francese.

## Seconda Guerra Mondiale
Nel 1939 era maggiore, di stanza a Septfonds, nel sud-ovest della Francia, e di conseguenza non entrò in azione durante l'invasione tedesca del 1940.
Dopo la sconfitta francese del 1940, prestò servizio nell'Esercito dell'Armistizio, molto ridotto, nella Francia di Vichy.
Dopo l'invasione tedesca dell'Unione Sovietica nel giugno 1941, Puaud accettò la tesi collaborazionista secondo cui il “bolscevismo” era una minaccia maggiore per gli interessi francesi rispetto ai tedeschi. Nell'ottobre 1941, si unì alla Legione dei volontari francesi contro il bolscevismo (Legion des Volontaires Français Contre le Bolchevisme, LVF) come comandante di battaglione.
La LVF non era un'unità dell'esercito francese e non era sotto il controllo del governo francese di Vichy. Faceva parte dell'esercito tedesco ed era ufficialmente conosciuto come Reggimento di fanteria 638. Aveva due battaglioni di 2.271 uomini con 181 ufficiali e uno staff aggiuntivo di 35 ufficiali tedeschi. Combatterono vicino a Mosca nel novembre 1941 come parte della 7ª Divisione di fanteria. La LVF perse metà dei suoi uomini in azione o per congelamento. Nel 1942, gli uomini rimanenti furono assegnati alla Bandenbekämpfung (“lotta ai banditi” contro i sostenitori dei partigiani e gli ebrei), prima nei dintorni di Bryansk e poi in Ucraina.

### Comandante designato
Nel settembre 1943 Puaud, promosso Général de Brigade (brigadiere), fu nominato comandante della LVF. Nel luglio 1944 i tedeschi decisero che tutti i volontari stranieri che combattevano nell'esercito tedesco dovevano essere trasferiti alle Waffen-SS. Nel settembre 1944, una nuova unità, la Waffen-Grenadier-Brigade der SS “Charlemagne”, fu formata dai resti della LVF e della Sturmbrigade francese, entrambe sciolte. Ad esse si unirono i collaborazionisti francesi in fuga dall'avanzata alleata a ovest, nonché i francesi della Marina tedesca, del Corpo Automobilistico Nazionalsocialista (NSKK), dell'Organizzazione Todt e della detestata Milizia francese. La nuova formazione prese il nome dal re dei Franchi e Imperatore tedesco Carlo Magno. Puaud ricevette il grado di Oberführer delle Waffen-SS. Sebbene Puaud fosse il comandante ufficiale, il controllo effettivo era esercitato dal SS-Brigadeführer Gustav Krukenberg, che parlava correntemente il francese.
Dopo aver trascorso la fine del 1944 in addestramento, la Brigata Charlemagne fu trasformata in una divisione, con il titolo di 33 Waffen-Grenadier-Division der SS “Charlemagne” (französische Nr 1), Krukenberg fu nominato al comando della divisione, mentre Puaud era il comandante francese nominale.

### Disperso nel 1945
Nel febbraio 1945 la divisione fu inviata a combattere contro l'avanzata dell'Armata Rossa in Pomerania. Entrò in azione nei pressi di Hammerstein, Köslin (Koszalin) e Kolberg (Kołobrzeg) sulla costa baltica. Le forze sovietiche divisero le forze francesi in tre sacche. Un gruppo comandato da Krukenberg sopravvisse. Il secondo gruppo con Puaud fu distrutto dall'artiglieria sovietica e il terzo gruppo cercò di tornare verso ovest, ma il 17 marzo era già stato catturato o ucciso in azione. Puaud fu gravemente ferito durante i combattimenti. Fu portato a Greifenberg (Gryfice), dove fu lasciato in una locanda con altri soldati feriti. Il suo destino esatto non è noto.